# Ophiothrix parasita
Ophiothrix parasita är en ormstjärneart som beskrevs av Müller och Franz Hermann Troschel 1844. Ophiothrix parasita ingår i släktet Ophiothrix och familjen Ophiothrichidae. Inga underarter finns listade i Catalogue of Life.